# Giovanni Battista Lugari
Giovanni Battista Lugari, italijanski rimskokatoliški duhovnik, škof in kardinal, * 18. februar 1846, Rim, † 31. julij 1914.

## Življenjepis
15. januarja 1896 je prejel duhovniško posvečenje.
27. novembra 1911 je bil povzdignjen v kardinala in imenovan za kardinal-diakona S. Maria in Portico.